# 1re armée aéroportée alliée
Pour les articles homonymes, voir 1re armée.
La Première armée aéroportée alliée (en anglais : First Allied Airborne Army) est une composante de la force expéditionnaire alliée du nord-ouest de l'Europe en 1944 et 1945. Elle fut la plus grande force aéroportée de l'histoire.

## Création
Cette première armée fut activée le 2 août 1944 et commandée par le Lieutenant General américain des USAAF Lewis H. Brereton secondé par le Lieutenant General britannique Frederick Browning, remplacé en janvier 1945 par son compatriote le Lieutenant General Richard Gale.

## Unités constituantes

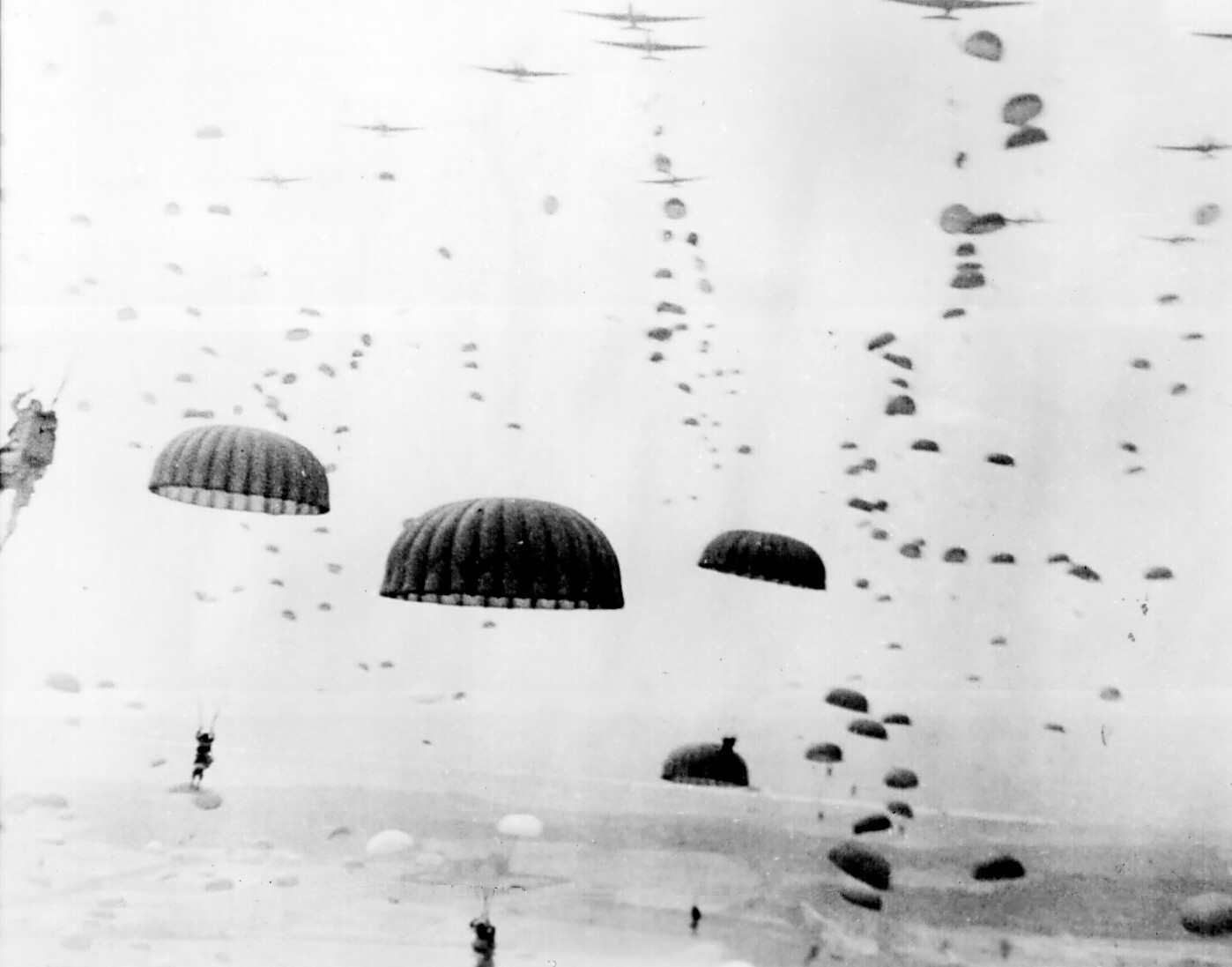
Largage au-dessus des Pays-Bas en septembre 1944

La première armée alliée consistait en :
- XVIIIe corps aéroporté américain
  - 17e division aéroportée américaine
  - 82e division aéroportée américaine
  - 101e division aéroportée américaine
  - 13e division aéroportée américaine (en 1945)
- 1er corps aéroporté britannique (en)
  - 1re division aéroportée britannique
  - 6e division aéroportée britannique
  - 52e division (aéro-transportable)
  - 1re brigade du Special Air Service
  - 1re brigade parachutiste indépendante polonaise.
  - 2e régiment de chasseurs parachutistes S.A.S français
  - 3e régiment de chasseurs parachutistes S.A.S français
- IXe Commandement de transport de troupes (en) des USAAF
- 38 Group Transport Command de la RAF
- 46 Group Transport Command de la RAF

## Opérations

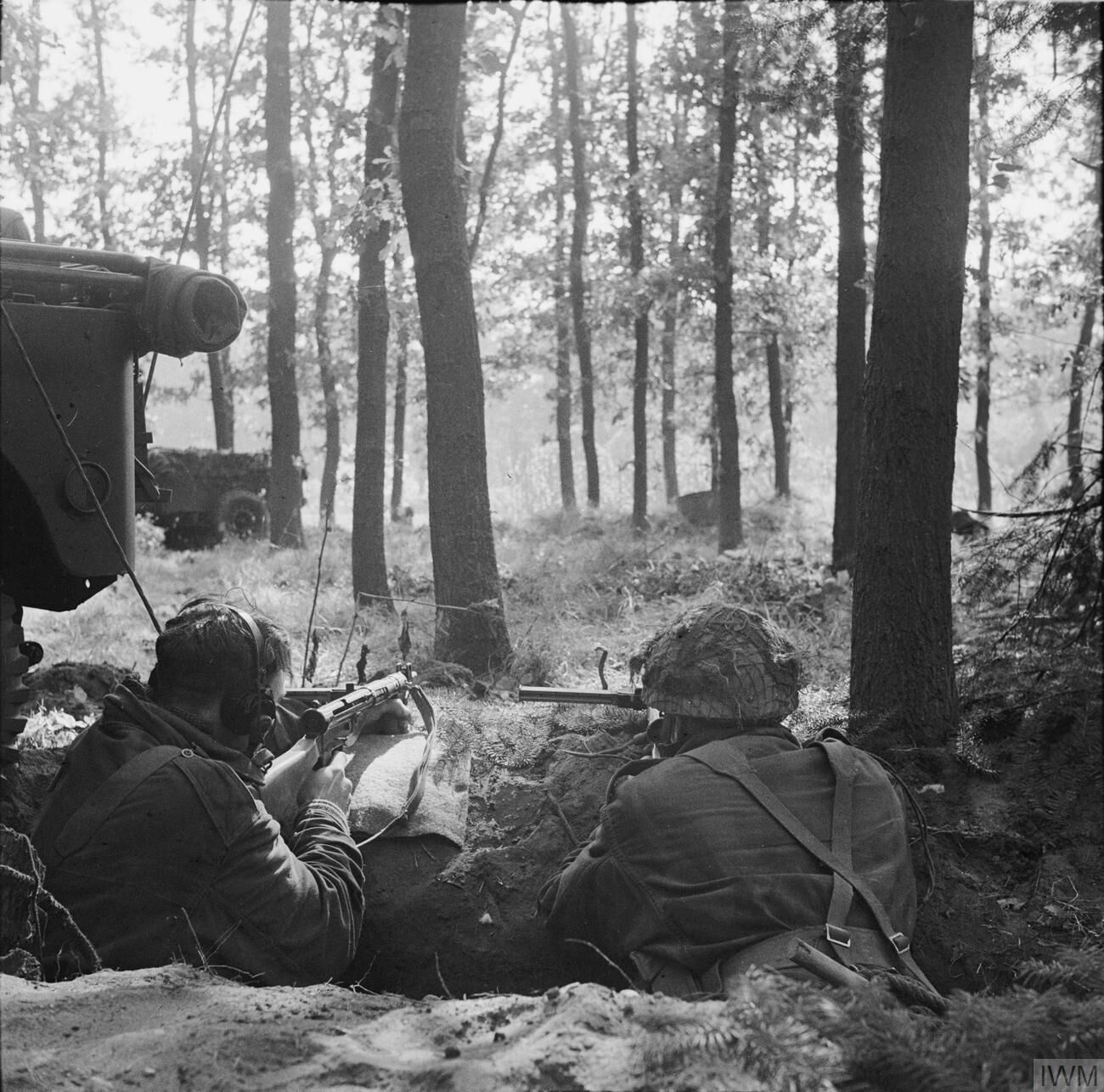
Parachutistes britanniques durant l'opération Market Garden.

Même si des éléments de ce qui allait devenir la 1re armée aéroportée alliée (82e et 101e division américaine et 6e division britannique) ont pris part au Jour J en Normandie, ce fut avant la constitution de cette nouvelle armée.
La première et plus célèbre opération de la 1re armée aéroportée, en septembre 1944, fut l'opération Market Garden durant laquelle la 1re division britannique, les 82e et 101e divisions américaines et la 1re brigade polonaise furent parachutées aux Pays-Bas, fer de lance d'une opération visant à contourner la ligne Siegfried, traverser le Rhin et entrer en Allemagne.
Des éléments de l'armée aéroportée (82e et 101e américaines, 6e division britannique) prirent part à la bataille des Ardennes sans largage ou dépose aérienne.
L'opération aérienne suivante, et la dernière, de cette 1re armée fut l'opération Varsity, durant laquelle la 6e division britannique et la 17e division américaine atterrirent en Allemagne, aidant à sécuriser la traversée du Rhin des troupes alliées.

## Source
- (en) Cet article est partiellement ou en totalité issu de l’article de Wikipédia en anglais intitulé « First Allied Airborne Army » (voir la liste des auteurs).